# Cattedrale dell'Immacolata Concezione (Antivari)
La cattedrale dell'Immacolata Concezione (in montenegrino Katedrala Bezgrešnog Začeća) è dal 1828 la chiesa madre dell'arcidiocesi di Antivari (Archidioecesis Antibarensis), città costiera del Montenegro.